# Свинцовая бомба
Свинцо́вая бо́мба, бомба Трауцля[de] — измерительное устройство одноразового применения для определения работоспособности (фугасности) взрывчатого вещества в лабораториях взрывчатых веществ. Свинцовая бомба изготавливается из свинца методом литья.

## Стандарт изготовления

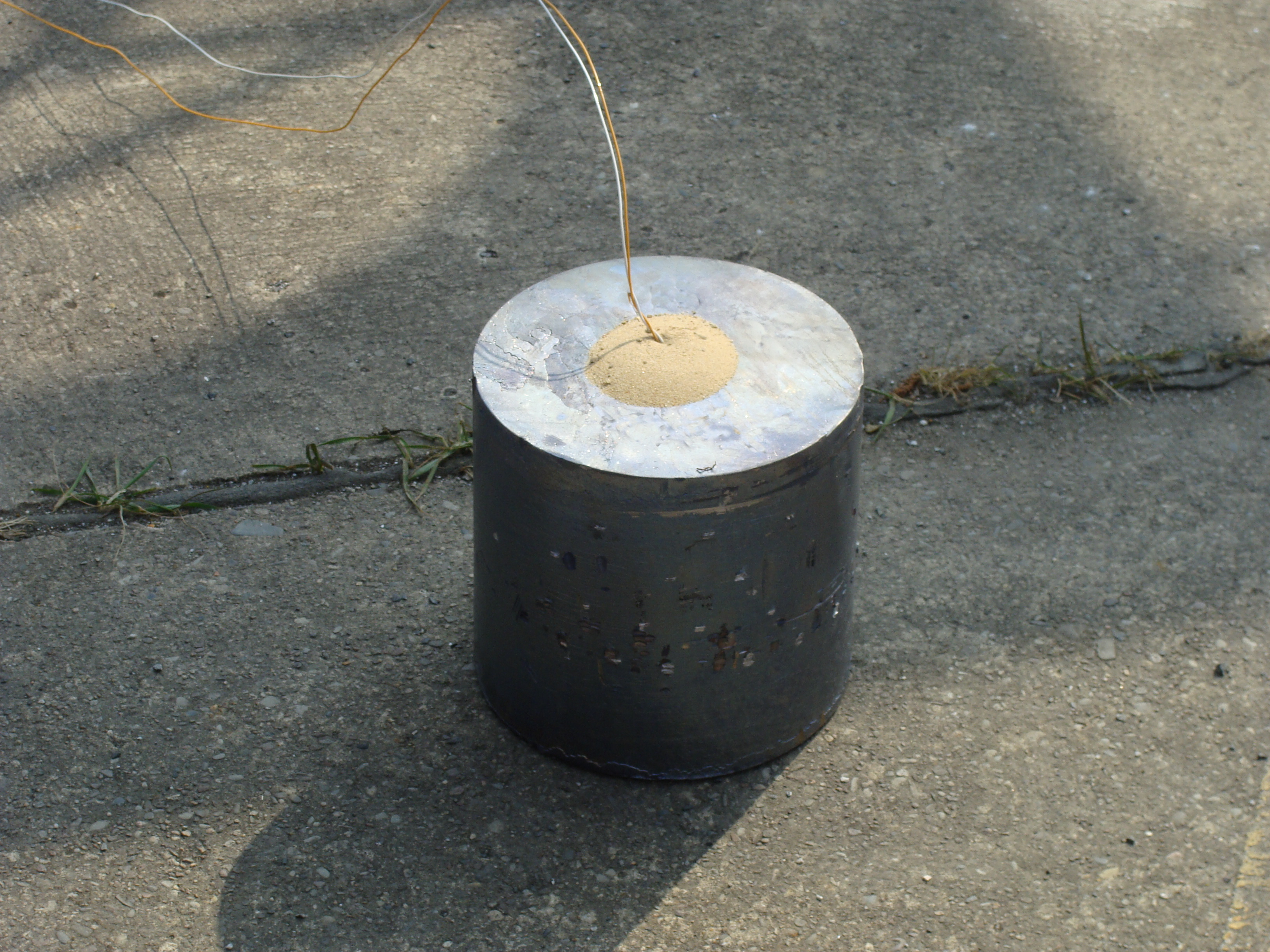

В России и бывшем СССР свинцовая бомба изготавливается по ГОСТ 4546—81.
Размеры:
- Высота: 200 мм.
- Диаметр наружный: 200 мм.
- Диаметр канала: 25 мм.
- Глубина канала: 125 мм.

## Измерение работоспособности ВВ в свинцовой бомбе
Навеску испытуемого заряда ВВ (10 ± 0,01 г) помещают в бумажную гильзу. Сверху заряда ВВ помещают картонный кружок с отверстием для капсюля-детонатора или электродетонатора. Затем при помощи бронзового пуансона, имеющего на конце выступ по форме капсюля-детонатора, испытуемое ВВ уплотняют до получения плотности, принятой для данного ВВ. В углубление патрона вставляют капсюль-детонатор с отрезком огнепроводного шнура или электродетонатором.
Подготовленный таким образом заряд ВВ осторожно досылают деревянной палочкой до дна канала бомбы. Оставшееся свободное пространство канала засыпают кварцевым песком без уплотнения. Затем производят взрыв заряда испытуемого ВВ. Канал свинцовой бомбы под действием продуктов взрыва расширяется и принимает грушевидную форму. Образующееся расширение канала бомбы замеряют водой при помощи мерного цилиндра ёмкостью 500 см³. Разность между объёмом канала до и после взрыва выражает численное значение работоспособности ВВ в мл или см³.